# Martín Duffó
Martín Duffó Medrano (Cañete, 2 gennaio 1963) è un ex calciatore peruviano, di ruolo difensore.

## Carriera

### Club
Ha giocato nel campionato peruviano ed salvadoregno.

### Nazionale
Con la maglia della Nazionale ha collezionato 3 presenze e la convocazione per la Copa América 1987.